# Latino-americano-australieni
Latino-americano-australieni se referă la persoanele din Australia care s-au născut în America Latină (inclusiv Caraibe și America Centrală), indiferent de trecutul lor și descendenții acestora. Ciliano-Australienii alcătuiesc cea mai mare parte din latino-americano-australieni.
Majoritatea latino-americano-australienilor vorbesc limba engleză, dar mulți continuă să utilizeze limba spaniolă sau portugheză.
La recensământul din 2006, 86.156 de rezidenți australiani a declarat că s-au născut în America de Sud (69.157), America Centrală (12.959) sau Caraibe (4.040) Ei  constituie doar 0,43% din populația Australiei.
Țară din America Latină, care a contribuit în cea mai mare parte cu imigranților în Australia este Chile. La Recensământul din 2006, 23.305 de rezidenți australieni au declarat ca s-au născut în Chile.  Alte țări din America Latină includ El Salvador (18.000), Argentina (11.369 locuitori), Uruguay (9.376), Brazilia (7.491), Peru (6.322), Columbia (5.706), și Ecuador (1.356).

## Distribuție
Sydney este casa la cea mai mare parte din latino-americano-australieni. 66% din Uruguay-, 62% din Peru, 47% din Chile- și Columbia, și 42% brazilieni la recensământul din 2006 care au avut reședința în Sydney. Persoanele din El Salvador - doar 18% au avut reședința în Sydney, în timp ce 32% au fost în Melbourne și 21% din Brisbane.

## Personalități latino-americano-australiene de marcă
Au fost multe persoane  distinse din America Latină în sport, artă, politică și alte domenii. Acestea includ:
| Film și televiziune - Adam Garcia (Actor) - Nathalie Kelley (Actriță) - Glenn McMillan (Actor) - Mauricio Merino Jr (Actor) Muzică - Maya Jupiter (muzician) - Styalz Fuego (producător) Alții - Elena Birkbeck - DBC Pierre, autorul cărțiii author Vernon God Little premiat cu premiul Booker Sport - Raul Blanco (antrenor de fotbal) - Richard Garcia (jucător de fotbal) - Alex Brosque (jucător de fotbal) - Adrian Caceres (jucător de fotbal) - Nick Carle (jucător de fotbal) - Gabriel Mendez (jucător de fotbal) - Dion Valle (jucător de fotbal) - Andy Vargas (jucător de fotbal) - Rodrigo Vargas (jucător de fotbal) |